# Graphidostreptus lugubris
Graphidostreptus lugubris är en mångfotingart som först beskrevs av Henri W. Brölemann 1901.  Graphidostreptus lugubris ingår i släktet Graphidostreptus och familjen Spirostreptidae. Utöver nominatformen finns också underarten G. l. villiersi.